# Bronisław Abramowicz

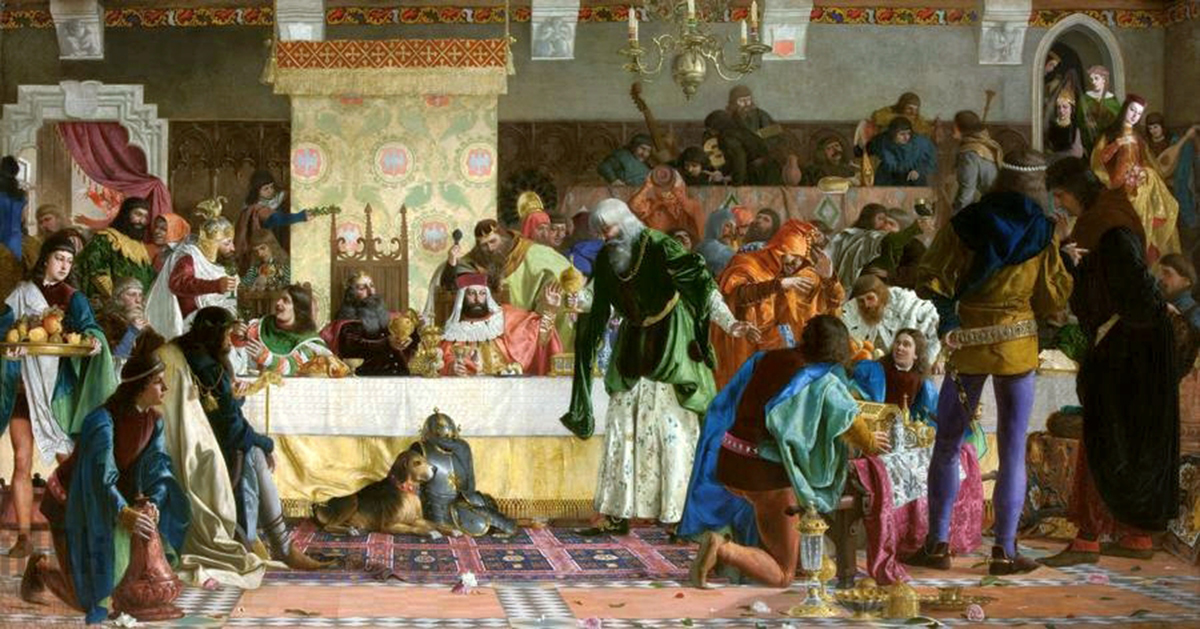
Uczta u Wierzynka (1876, Muzeum Narodowe w Krakowie)

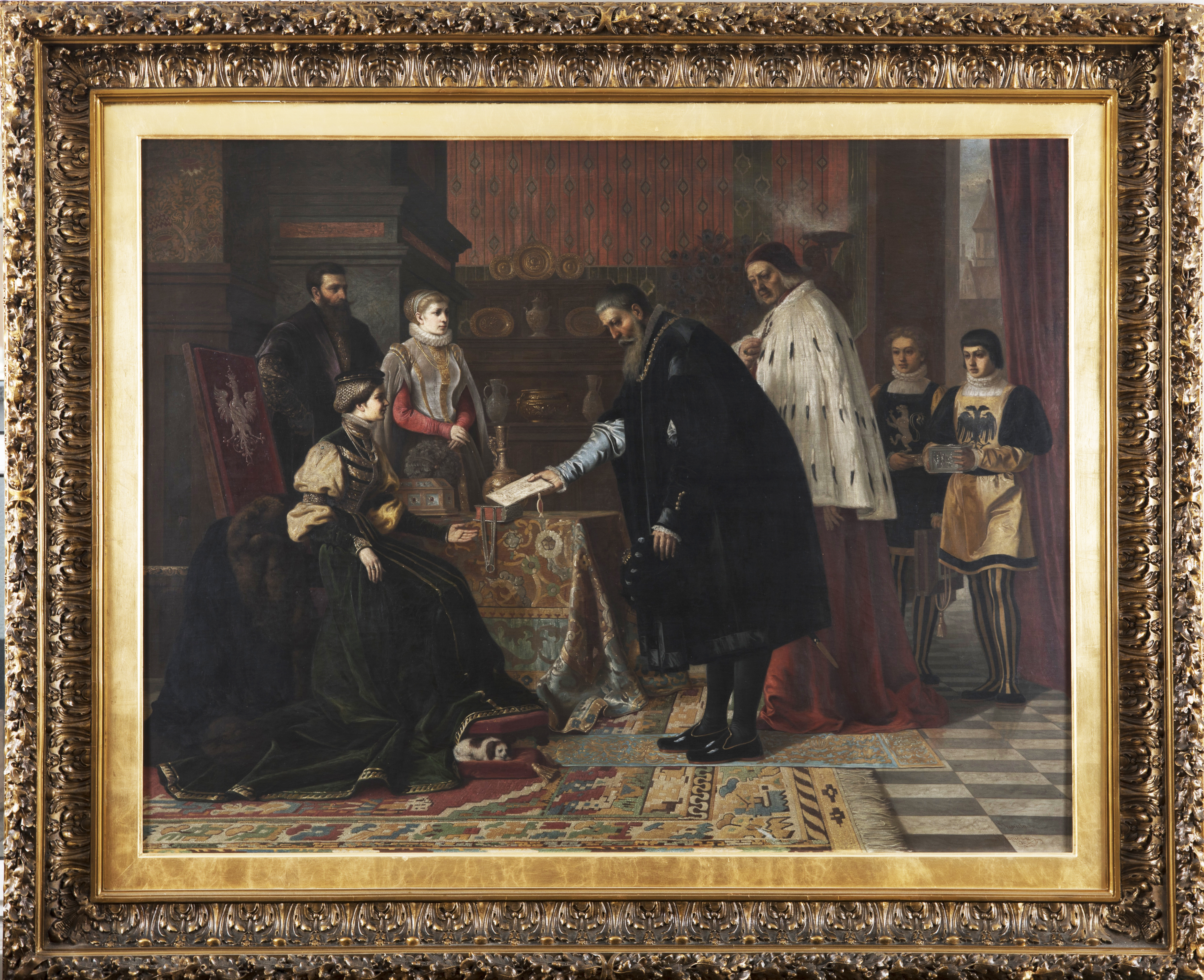
Elżbieta Habsburżanka przyjmująca poselstwo Ferdynanda Habsburga, olej na płótnie

Bronisław Abramowicz (ur. 22 grudnia 1837 w Załuchowie, zm. 17 lipca 1912 w Krakowie) – polski malarz.

## Życiorys
W latach 1858–1861 studiował w Szkole Sztuk Pięknych w Warszawie. Kontynuował studia malarskie w akademiach sztuk pięknych w Monachium (w końcu grudnia 1865 r. zgłosił się do Akademii Sztuk Pięknych - Antikenklasse) i w Wiedniu. Studia ukończył w Szkole Sztuk Pięknych w Krakowie u Jana Matejki.
W 1863 uczestniczył w powstaniu styczniowym, służąc w oddziale Zdanowicza oraz jako adiutant generała Mariana Langiewicza. Został ranny w bitwie pod Grochowiskami.
Malował obrazy historyczne, rodzajowe, sceny myśliwskie i portrety, m.in. króla bawarskiego Ludwika III (1867).
Od 1868 uczestniczył w wystawach w Krakowie. Za obraz Uczta u Wierzynka (1876) został członkiem korespondentem wiedeńskiego Kunstverein. W 1883 ofiarował ten obraz Muzeum Narodowemu w Krakowie.
Zajmował się głównie renowacją dzieł sztuki dawnej w kościołach krakowskich.
W 2019 roku dokonano odkrycia obrazu powszechnie uważanego za zaginiony: Elżbieta Habsburżanka przyjmująca poselstwo ojca Ferdynanda Habsburga, namalowanego w 1883 roku.
Pochowany na cmentarzu Rakowickim w Krakowie w grobowcu powstańców styczniowych (kwatera RA, rząd wsch.).

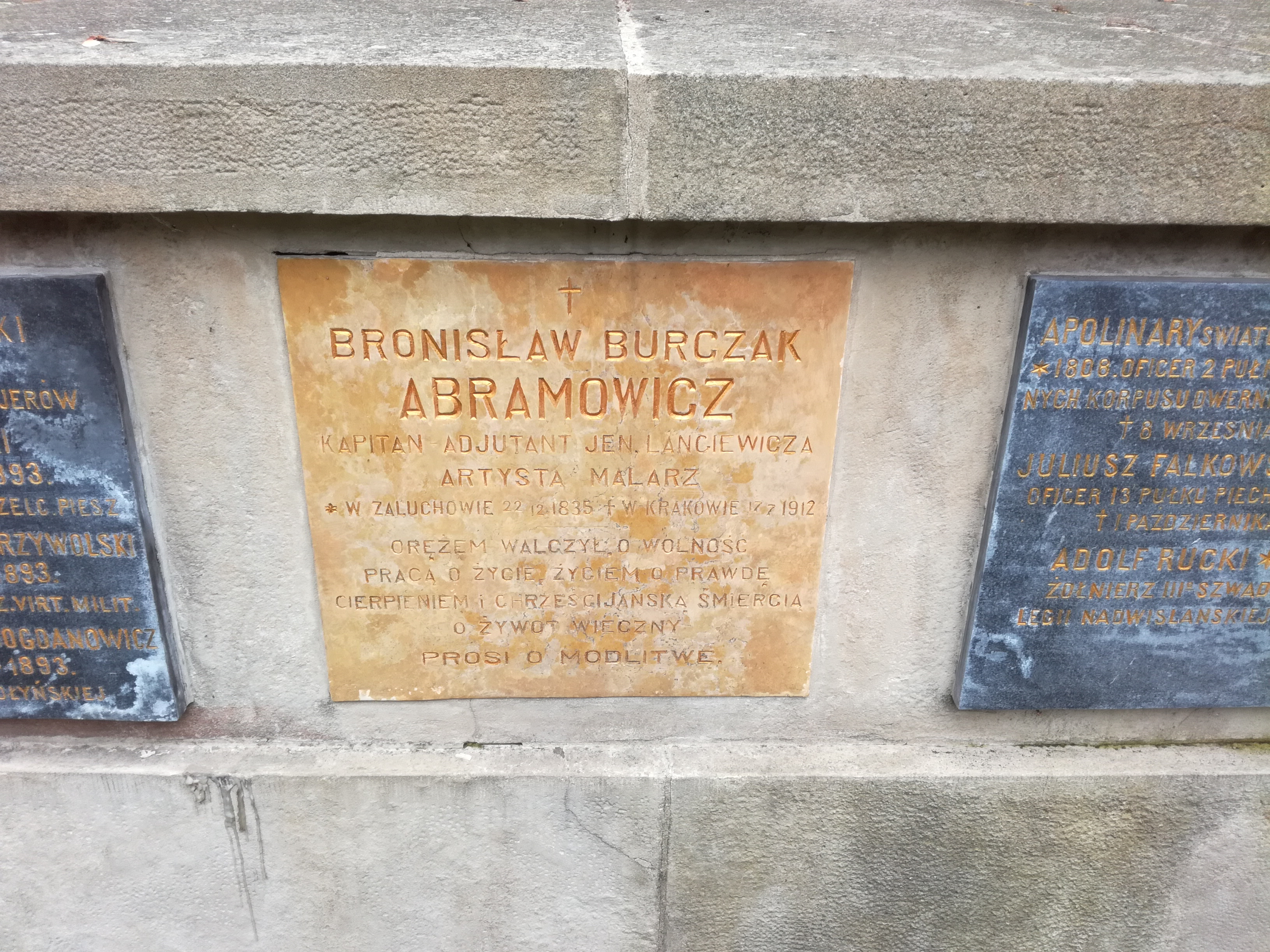
Grób Bronisława Abramowicza na cmentarzu Rakowickim

## Wybrane prace
- Karol IX przed nocą św. Bartłomieja
- Uczta Wierzynka
- Ostatnie chwile Zygmunta Starego
- Zygmunt August dyktujący swój testament
- Napój miłosny